# Friston
Friston is een plaats en civil parish in het Engelse graafschap Suffolk.